# Zygonyx speciosus
Zygonyx speciosus är en trollsländeart som först beskrevs av Karsch 1891.  Zygonyx speciosus ingår i släktet Zygonyx och familjen segeltrollsländor. IUCN kategoriserar arten globalt som livskraftig. Inga underarter finns listade i Catalogue of Life.